# 贝尼 (安省)
贝尼（法語：Bény，法語發音：[beni]）是法国东部安省的一个市镇，属于布雷斯地区布尔格区。

## 地理
贝尼（46°19'10"N, 5°17'0"E）面积18.25 平方千米，位于法国奥弗涅-罗讷-阿尔卑斯大区安省，该省份为法国东部省份，北起汝拉省，西北接索恩-卢瓦尔省，西接罗讷省和里昂大都会，南至伊泽尔省，东与萨瓦省、上萨瓦省和瑞士接壤。
与贝尼接壤的市镇（或旧市镇、城区）包括：马尔博、圣艾蒂安迪布瓦、维勒莫捷。

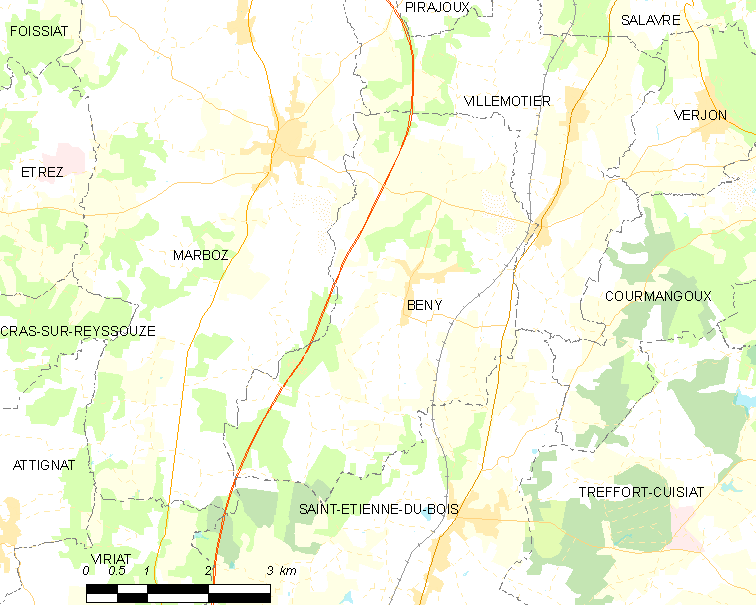
的OSM定位图

贝尼的时区为UTC+01:00、UTC+02:00（夏令时）。

## 行政
贝尼的邮政编码为01370，INSEE市镇编码为01038。

## 政治
贝尼所属的省级选区为圣艾蒂安迪布瓦县。

## 人口

1962-2008年间人口变化图示

贝尼于2022年1月1日时的人口数量为769人。